# 斯泰爾斯海崖
66°41′S 57°18′E / 66.683°S 57.300°E
斯泰爾斯海崖，是南極洲的海崖，位於肯普地，處於戈特利角以北1.9公里，愛德華八世高原東南部，由挪威製圖師根據探險隊拍攝的空中照片繪入地圖，現時由南極條約體系管理。